# Saint-Christophe-Niévès-Anguilla
Pour les articles homonymes, voir Saint-Christophe, Nieves (homonymie) et Anguilla (homonymie).
1958–1983
Entités précédentes :
- Fédération des Indes occidentales

Entités suivantes :
- Anguilla
- Saint-Christophe-et-Niévès

Saint-Christophe-Nievès-Anguilla est une ancienne colonie britannique qui rassemblait Anguilla, Saint-Christophe et Niévès.

## Historique
La colonie britannique de Saint-Christophe-Niévès-Anguilla est créée en 1958, comme une province de la Fédération des Indes occidentales. Mais Anguilla se plaint régulièrement de l'oubli où la laisse Saint-Christophe. Par exemple, le nom d'Anguilla est ainsi omis des inscriptions des bâtiments officiels (comme celui de la Grammar School de Saint-Christophe commune aux trois îles). Elle devient une colonie à part entière en 1962 après la dissolution de la Fédération des Indes occidentales.
Le 27 février 1967, le Royaume-Uni accorde un statut d'autonomie à l'État associé de Saint Christopher, Nieves et Anguilla, qui devient ainsi un des États associés des Indes occidentales. Dès le début des négociations, mi-janvier, des Anguillais expriment leur désaccord. Cette expression de désaccord se traduit finalement par des violences. Le 30 mai, les Anguillais se soulèvent, chassent la police de Saint-Christophe et mettent en place un conseil législatif. Le 16 juin, Anguilla se retire unilatéralement de l'État associé. Cette situation est entérinée par la Grande-Bretagne en 1971, cependant, l'État associé de Saint Christopher, Nieves et Anguilla existe de jure jusqu'en 1983.